# Jászfényszaru
Jászfényszaru – miasto na Węgrzech, w komitacie Jász-Nagykun-Szolnok, w powiecie Jászberény.

## Miasta partnerskie
- Zakliczyn
- Borș